# Ampatament

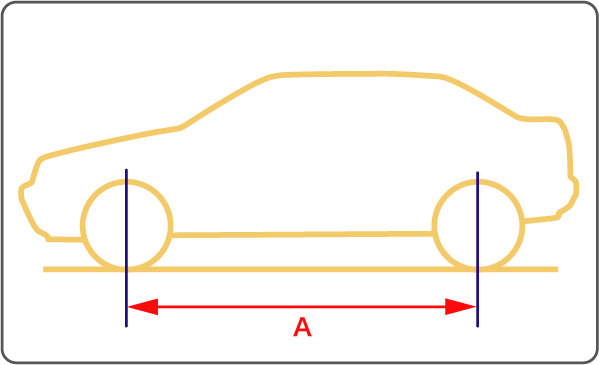
A = ampatament

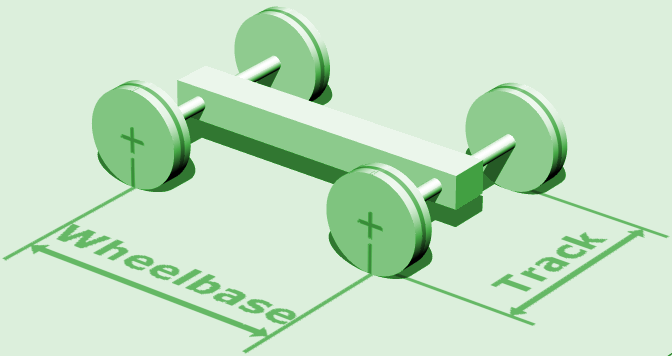
Ampatament (măsurat între centrele de rotație ale roților)

Ampatament înseamnă distanța dintre axele osiilor extreme ale unui vehicul. Provine din limba franceză de la cuvântul empattement. Pluralul este ampatamente.
Studiul ampatamentului se realizează la stabilirea centrului de gravitație și încărcarea pe axe. Pentru vehiculele rutiere cu mai mult de două axe (de exemplu, unele camioane), ampatamentul reprezintă distanța dintre axa de direcție (față) și punctul central al grupului de axe motoare. În cazul unui autocamion cu trei punți, ampatamentul ar fi distanța dintre puntea de direcție și un punct situat la jumătatea distanței dintre cele două punți spate.